# Channel Frederator Network
Channel Frederator Network es una multi-channel network fundada por Fred Seibert y dirigida por Frederator Networks.
En 2012, Frederator Studios empezó a producir dibujos animados de calidad televisiva para Internet como parte del proyecto "100 millones de dólares para la iniciativa de canal original en YouTube (YouTube Original Channel Initiative)", y desde entonces, produjo dos series exitosas y otros muchos cortos para su canal en Youtube, Cartoon Hangover, incluyendo la webserie de Pendleton Ward, ”Guerreros Valientes"(en inglés, Bravest Warriors), y “Bee and PuppyCat” de Natasha Allegri. En septiembre del 2014, Channel Frederator Network ha generado más de un billón de visitas, con la media de más de 60 millones visitas en un mes, a través de su network en Youtube de más de 700 canales.
Entre los canales principales que forman parte y colaboran con la Network se encuentran FilmCow(con más de 1 millón de suscriptores), Cartoon Hangover (también con más de 1 millón de suscriptores), y Simon's Cat, añadido recientemente, (que cuenta con más de 3 millones de suscriptores), el cual se encuentra en el 2º puesto del ranking en YouTube de canales animados. Una vez formas parte de la network, Channel Frederator maneja todo el contenido publicitario y de distribución para tu canal de Youtube, promoviendo tu contenido y su autorizado merchandise; la red también proporciona contenido exclusivo con tutoriales de animación y acontecimientos semanales abiertos a todos miembros de esta.
Channel Frederator fue lanzado originalmente como el "Primer Podcast de dibujos animados para internet" el 2 de noviembre de 2005, distribuyendo episodios a través de iTunes a dispositivos como el iPod de Apple y la PlayStation Portátil (PSP) de Sony. El fundador de Tumblr, David Karp, editó los episodios de la primera semana tras su fundación, creó su primer sitio web, y codiseñó el logotipo de canal. Channel Frederator empezó distribuir en la plataforma de YouTube el 23 de febrero de 2007.

## Compañía principal
Channel Frederator es una división de Frederator Networks, que empezó en 2012 para construir una compañía que organiza y se especializa en audiencias de video en internet. Además de Channel Frederator, la compañía la forman también Cartoon Hangover, Frederator Books, y Frederator Studios. El estudio fue fundado originalmente en 1997, conocido por producir series de animación tan populares como: "Los padrinos mágicos" de Butch Hartman para Nickelodeon o la famosa "Hora de Aventuras" de Pendleton Ward para Cartoon Network, entre más de otras 20 producciones y series para televisión e Internet.